# سوزان سونتاج
سوزان سونتاج (بالإنجليزية: Susan Sontag) (16 يناير 1933 - 28 ديسمبر 2004) ناقدة ومخرجة وروائية أميركية، من أعمالها الروائية "Against interpretation" عام 1966، و"The benefactor" عام 1963، و"styles of radical will" عام 1969، ومن أفلامها كمخرجة "Brother carl" عام 1974. وصل مجموع انتاجها الكتابي إلى 17 كتاب، مابين القصص والمسرحيات وروايتين ومجموعة من الأعمال النقدية، والتي ترجمت إلى 32 لغة حول العالم.
عرفت بنشاطها السياسي إلى جانب نشاطها الأدبي، فناهضت حرب فيتنام، وسافرت إلى مدينة سراييفو للتضامن مع سكان المدينة أثناء حصارها 1989، وعلى إثره منحت لقب مواطنة شرفية. كما نشطت في حقوق الإنسان، ووجهت انتقاداتها للسياسات الأمريكية في أكثر من مناسبة.
عانت سوزان من مرض السرطان 3 مرات في حياتها، إلى أن توفيت به في عام 2004، صدر عن حياتها فيلم وثائقي بعنوان (نظرة إلى سوزان سونتاج)، وكتاب حول سيرتها الذاتية بعنوان (سوزان سونتاج صنع أيقونة) عام 2018، من كتابة كارل روليسون وليزا بادوك.

## إصدارات مترجمة للغة العربية
| م | الإصدار                                   | المترجم             | سنة النشر |
| - | ----------------------------------------- | ------------------- | --------- |
| 1 | الالتفات إلى ألم الآخرين                  | مجيد البرغوثي       | 2005      |
| 2 | كتاب ضد التأويل ومقالات أخرى              | نهلة بيضون          | 2008      |
| 3 | أبعاد الصورة                              | عفاف عبد المعطى     | 2008      |
| 4 | حول الفوتوغراف                            | عباس المفرجي        | 2013      |
| 5 | ولادة ثانية: اليوميات المبكرة 1947 - 1963 | عباس المفرجي        | 2014      |
| 6 | كما يسخر الوعي للجسد: يوميات 1964 - 1980  | عباس المفرجي        | 2015      |
| 7 | في أمريكا                                 | علي عبد الأمير صالح | 2019      |
| 8 | استخلاص وقصص أخرى                         | حسين الشوفي         | 2020      |
| 9 | المرض كاستعارة                            | حسين الشوفي         | 2021      |

## روابط خارجية
- سوزان سونتاج على موقع IMDb (الإنجليزية)
- سوزان سونتاج على موقع ميتاكريتيك (الإنجليزية)
- سوزان سونتاج على موقع الموسوعة البريطانية (الإنجليزية)
- سوزان سونتاج على موقع روتن توميتوز (الإنجليزية)
- سوزان سونتاج على موقع روتن توميتوز (الإنجليزية)
- سوزان سونتاج على موقع مونزينجر (الألمانية)
- سوزان سونتاج على موقع ألو سيني (الفرنسية)
- سوزان سونتاج على موقع ميوزك برينز (الإنجليزية)
- سوزان سونتاج على موقع أول موفي (الإنجليزية)
- سوزان سونتاج على موقع قاعدة بيانات الأفلام السويدية (السويدية)